# TV Tokyo
TV Tokyo (на японски: テレビ東京, Terebi Tōkyō) е японска телевизионна мрежа, стартирана на 22 април 1964 г. Седалището ѝ е в Минато, Токио.